# Каталог Глізе
Каталог Ґлізе, або Каталог найближчих зір Ґлізе (англ. The Gliese Catalogue of Nearby Stars), — астрономічний каталог, що містить зорі, які розташовані в межах 25 парсеків (81,54 св. р.) від Сонця. Складений німецьким астрономом Вільгельмом Ґлізе (Wilhelm Gliese) у 1957 р. Згодом видано кілька розширених та доповнених видань каталогу.

## Перше видання й доповнення
Перше видання каталогу включало найближчі зорі в радіусі 20 парсек (65 св. р.) від Сонця із зазначенням їх характеристик. Каталог містив 915 зір, впорядкованих за прямим піднесенням, де для них застосовувалося позначення — префікс GL та номер 1-915.
1969 року Ґлізе опублікував істотно доповнену версію каталогу, із включенням зір у радіусі 22 парсек. Каталог містив 1529 зір, використовувалося позначення — префікс GJ і номер (1.0—915.0); зорі, додані в цьому виданні, позначалися дробовими номерами.
У 1970 р. Річард Вуллі з колегами видав додаток до цього каталогу (розширення каталогу до 25 парсек). Було вжито номери 9001—9850 з префіксом Wo (на теперішній час вживається також префікс GJ).

## Наступні видання
1979 року Вільгельм Ґлізе разом із Гартмутом Ярайсом (Hartmut Jahreiß) опублікував розширення до другого видання каталогу, що отримало назву «каталог Gliese-Jahreiß (GJ)». Цей каталог був складений із двох таблиць: перша таблиця з позначеннями GJ NNNN (номер) для підтверджених найближчих зір — з номерами 1000—1294, а друга таблиця з номерами 2001—2159 — для непідтверджених. Після публікації цього видання всі зорі в складеному каталозі позначаються префіксом GJ.
Третій каталог (Third Catalogue of Nearby Stars (CNS3)) був опублікований Ґлізе також у співавторстві з Гартмутом Ярайсом 1991 року і містив понад 3800 зір. Багато з них вже входили до попередніх видань і позначені префіксом GJ, але 1388 зір спочатку не отримали нумерації (згодом були позначені префіксом NN (no name) під номерами 3001—4388).
1998 року Гартмут Ярайс організував публікацію онлайн-версії каталогу ARICNS (сайт Астрономічного інституту в Гайдельберзі).